# 4133 Heureka
4133 Heureka је астероид главног астероидног појаса чија средња удаљеност од Сунца износи 2,582 астрономских јединица (АЈ).
Апсолутна магнитуда астероида је 12,8.